# Resolutie 780 Veiligheidsraad Verenigde Naties
Resolutie 780 van de Veiligheidsraad van de Verenigde Naties werd op 6 oktober 1992 unaniem aangenomen. De resolutie vroeg secretaris-generaal Boutros Boutros-Ghali een expertencommissie op te richten om de informatie over schendingen van de mensenrechten in ex-Joegoslavië die in het kader van resolutie 771 werd verzameld te analyseren.
De commissie die werd opgericht bestond uit Canada, Egypte, Nederland, Noorwegen en Senegal. Voorzitter was professor Frits Kalshoven en later professor Cherif Bassiouni. De commissie verrichtte haar werk van november 1992 tot april 1994. Haar conclusie was dat er op grote schaal grove schendingen van de mensenrechten hadden plaatsgevonden. Etnische zuiveringen en seksueel geweld kwamen zo systematisch voor dat ze onderdeel van een beleid leken. De gegevens die de commissie had verzameld werden vervolgens overgemaakt aan het Joegoslavië-tribunaal.

## Achtergrond
In 1980 overleed de Joegoslavische leider Tito, die decennialang de bindende kracht was geweest tussen de zes deelstaten van het land. Na zijn dood kende het nationalisme een sterke opmars, en in 1991 verklaarden verschillende deelstaten zich onafhankelijk. Hierdoor brak er een burgeroorlog uit, met minderheden in de deelstaten die tegen onafhankelijkheid waren en het Volksleger. In 1992 werd de UNPROFOR-macht gestuurd, die onder meer de VN-veilige gebieden moesten beveiligen.

## Inhoud
De Veiligheidsraad:
- bevestigt resolutie 713 van 25 september 1991 en volgende;
- herinnert aan paragraaf °10 van resolutie 764, volgens welke alle partijen zich aan de Geneefse Conventies moeten houden, en zij die deze conventies schonden daar individueel verantwoordelijk voor waren;
- herinnert ook aan resolutie 771, die eiste dat alle partijen in voormalig Joegoslavië, en alle militaire groepen in Bosnië en Herzegovina, stopten met het schenden van de internationale humanitaire wetten;
- is nog steeds gealarmeerd over wijdverbreide schendingen van die wetten, waaronder massamoorden en etnische zuiveringen;

1. bevestigt de oproep in paragraaf °5 van resolutie 771 aan landen en humanitaire organisaties om informatie over schendingen te verzamelen en binnen de 30 dagen ter beschikking van de commissie van experts in paragraaf °2 hieronder te stellen;
2. vraagt de secretaris-generaal om snel een onpartijdige commissie van experts op te richten om informatie over schendingen van de Geneefse Conventies te onderzoeken;
3. vraagt de secretaris-generaal om ook over die oprichting te rapporteren;
4. vraagt de secretaris-generaal om verder de besluiten van de commissie te rapporteren;
5. besluit om actief op de hoogte te blijven.

## Verwante resoluties
- Resolutie 777 Veiligheidsraad Verenigde Naties
- Resolutie 779 Veiligheidsraad Verenigde Naties
- Resolutie 781 Veiligheidsraad Verenigde Naties
- Resolutie 786 Veiligheidsraad Verenigde Naties

Lijst ·  726 ·  727 ·  728 ·  729 ·  730 ·  731 ·  732 ·  733 ·  734 ·  735 ·  736 ·  737 ·  738 ·  739 ·  740 ·  741 ·  742 ·  743 ·  744 ·  745 ·  746 ·  747 ·  748 ·  749 ·  750 ·  751 ·  752 ·  753 ·  754 ·  755 ·  756 ·  757 ·  758 ·  759 ·  760 ·  761 ·  762 ·  763 ·  764 ·  765 ·  766 ·  767 ·  768 ·  769 ·  770 ·  771 ·  772 ·  773 ·  774 ·  775 ·  776 ·  777 ·  778 ·  779 ·  780 ·  781 ·  782 ·  783 ·  784 ·  785 ·  786 ·  787 ·  788 ·  789 ·  790 ·  791 ·  792 ·  793 ·  794 ·  795 ·  796 ·  797 ·  798 ·  799